# Metaphidippus texanus
Metaphidippus texanus là một loài nhện trong họ Salticidae.
Loài này thuộc chi Metaphidippus. Metaphidippus texanus được Richard C. Banks miêu tả năm 1904.